# Departamento de Occidente (Boyacá)
Occidente fue uno de los seis departamentos en que se dividió el Estado Soberano de Boyacá (Colombia) desde 1863. Fue creado el 10 de diciembre de ese año, a partir del territorio del departamento de Tunja, mediante la convención constituyente del Estado. Tenía por cabecera a la ciudad de Moniquirá.

## División territorial
El departamento en el año de 1876 estaba dividido en los distritos de Moniquirá (capital), Arcabuco, Buenavista, Caldas, Coper, Chiquinquirá, Chiquiza, Chitaraque, Guateque, Gachantivá, Leiva, Maripí, Muzo, Pare, Pauna, Ráquira, Saboyá, Sáchica, Santana, Sutamarchán, Toguí y Tinjacá.